# Benzeen-1,4-diaminedihydrochloride
Benzeen-1,4-diaminedihydrochloride is een aromatisch ammoniumzout met als brutoformule C6H8N2 · 2 HCl. De stof komt voor als witte tot lichtrode kristallen, die zeer goed oplosbaar zijn in water.

## Toxicologie en veiligheid
De stof ontleedt bij verhitting, met vorming van giftige en corrosieve dampen, onder andere stikstofoxiden en waterstofchloride.
De stof is irriterend voor de ogen. De stof kan effecten hebben op het bloed en de nieren, met als gevolg de vorming van methemoglobine en een verstoorde werking van de nieren.
Herhaald of langdurig contact kan de huid gevoelig maken en zelfs een huidontsteking veroorzaken. Langdurige inademing kan astma veroorzaken.